# Ratschingstal

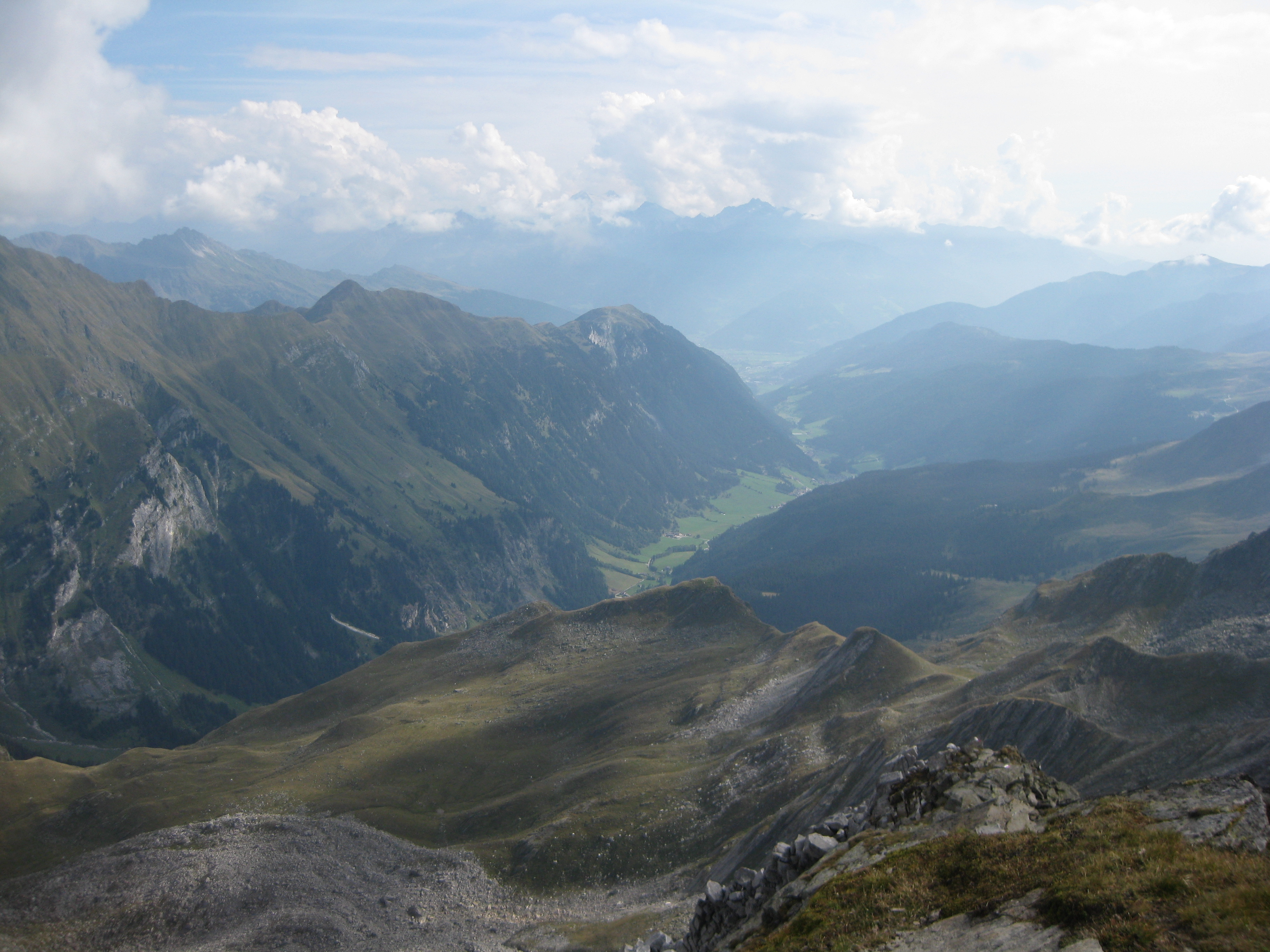
Das Ratschingstal von der Hohen Kreuzspitze aus gesehen

Das Ratschingstal (italienisch Val di Racines), auch Ratschinger Tal oder einfach Ratschings genannt, ist ein Gebirgstal in den Stubaier Alpen. Es liegt zur Gänze in der Gemeinde Ratschings in Südtirol (Italien).
Das vom Ratschinger Bach entwässerte Ratschingstal zweigt nahe der Gilfenklamm und der Ortschaft Stange vom Ridnauntal in südwestliche Richtung ab. Umgeben ist es vom Ridnauntal im Norden, von Passeier im Westen und Süden sowie vom parallel verlaufenden Jaufental im Südosten, das lediglich durch einen bewaldeten Kamm abgetrennt ist. Die verschiedenen Weiler im unteren Talabschnitt und am Talausgang, wo sich der Gemeindehauptort Stange befindet, bilden die Gemeinde-Fraktion Außerratschings; die höher gelegenen Siedlungen die Fraktion Innerratschings. Beim größten Ort um Talinneren, Bichl, nimmt das Skigebiet Ratschings-Jaufen seinen Anfang, das sich bis zum Jaufenpass, einem Übergang ins Waltental und nach Passeier, hochzieht.
Die inneren Talabschnitte werden durch Hochgebirgsgipfel überragt, die an der Ratschinger Weißen eine Höhe von 2818 m erreichen.
Das Tal ist als Runcinnes ersturkundlich genannt. Es kann lateinisch runcare ‚jäten, Gehölz lichten‘ zugrunde liegen.